# Peukestas
Peukestas (starogreckie Πευκέστας) (IV w. p.n.e.) – jeden z macedońskich oficerów armii Aleksandra Wielkiego, mianowany przez niego satrapą Persydy.
Był synem niejakiego Aleksandra z miasta Mieza w Macedonii. Po raz pierwszy jest wspomniany przez Arriana w kontekście 326 r. p.n.e. jako jeden z trzydziestu trzech trierarchów (czyli dowódców trier) dowodzących flotą na rzece Hydaspes. W tym kontekście określenie trierarcha wydaje się znaczyć coś innego niż zwykłego dowódcę okrętu, ponieważ jako trierarchowie są wymienieni ludzie z najbliższego kręgu Aleksandra. Na fakt, że już wtedy Peukestas musiał zaliczać się do kręgu osób bliskich Aleksandrowi wskazuje także to, że król wybrał go na osobę trzymającą świętą tarczę Ateny z Troi podczas ataku na miasto indyjskiego plemienia Mallów w styczniu 325 r. p.n.e. Podczas bitwy Aleksander został ciężko ranny – strzała przeszyła mu klatkę piersiową i Peukestas uratował mu życie osłaniając go świętą tarczą i pomagając wynieść nieprzytomnego z pola bitwy, co przypłacił własną raną.
Po tym wydarzeniu na Peukestasa spadły liczne zaszczyty. Otrzymał od Aleksandra, jako dodatkowa, ósma osoba z jego otoczenia, tytuł somatophylaxa, czyli adiutanta króla, wkrótce zaś władca powierzył mu kluczową satrapię Persydy. Ku zadowoleniu zarówno swoich poddanych jak i Aleksandra Peukestas nauczył się perskiego i przyjął perski strój i zwyczaje. Jako jednej z trzech osób Aleksander ofiarował mu złoty diadem podczas oficjalnej uroczystości zakończenia kampanii w Suzie. Peukestas dołączył do Aleksandra w Babilonie wraz z dużą grupą w większości perskich żołnierzy i kiedy ten zachorował, miał wraz z innymi dowódcami spędzić noc w świątyni prosząc bogów o radę.
Po śmierci Aleksandra Peukestas utrzymał swoją władzę w Persydzie mimo zmiennych kolei wojen diadochów, co świadczy o tym, jak silną miał pozycję w swojej satrapii. Kiedy w 317 r. p.n.e. satrapowie wschodu zjednoczyli się, żeby odeprzeć atak Pejtona, został on wybrany na ich przywódcę. Wkrótce po zwycięstwie, kiedy ich armia miała być użyta przez regenta Polyperchona przeciwko Antygonowi, ten przysłał na jej dowódcę Eumenesa. Peukestas bardzo niechętnie podporządkował się tej decyzji i dawał wyraz swojej dumie przyjmując armię zgromadzoną w jego satrapii z iście królewską wspaniałością, podczas gdy Eumenes dowodził właściwymi działaniami wojennymi. W decydującej bitwie pod Gabiene w 316 r. p.n.e. Peukestas opuścił Eumenesa walnie przyczyniając się do jego porażki i śmierci. Wbrew jego nadziejom nie udało mu się jednak w ten sposób zdobyć przychylności Antygona, który obawiając się jego popularności w Persydzie, pozbawił go stanowiska satrapy i umieścił na własnym dworze. Po śmierci Antygona nadal przebywał na dworze jego syna Demetriusza. O jego dalszych losach nic nie wiadomo.
Peukestas był jedynym spośród najbliższych towarzyszy Aleksandra, który nauczył się języka perskiego i na szeroką skalę przyjął perskie zwyczaje, realizując w ten sposób jego politykę zjednoczenia Greków i Persów.